# シン (メソポタミア神話)
シン (Sîn) は、古代メソポタミアで信仰されたメソポタミア神話の月の神（男神）。シンはアッカド語の名前であり、シュメール語ではナンナ (Nanna)。「ナンナ」はアッカド語ではナンナルと呼ばれる。

## 解説
シュメール人の都市ウルの主神でもあり、アッカド時代になるとメソポタミア諸王の王女がウルのナンナ女祭司に任じられるようになり、また人名の一部としても用いられることが多くなっていった。またウルと並んで、メソポタミア北部のハランもシンの祭儀の中心であった。
メソポタミアにおいてシンは月を司り、大地と大気の神としても信仰されていた。月の規則正しく満ちては欠ける性質から「暦を司る神」とされ、同時に、月は欠けてもまた満ちることに由来し、豊穣神としての側面を持ち合わせていたと考えられる。
また、「暦の神」としてのシンは「遠い日々の運命を決める」力を持っていたとされ、彼の練る計画を知った神はいないとされる。
シンボルは三日月で、三日月に似た角を持つ雄牛と深い結びつきを持つとされた。
ナンナはエンリルの最初の子であり、母はエンリルの配偶神ニンリル。エンリルが強引にニンリルに迫り、身籠ったのがナンナだという。あるときナンナはニップルの都市神であるエンリルを訪ね、多くの供物を捧げ、ウルに恵みを授ける約束をもらっている。
配偶神はニンガルで、彼女が当初はナンナの求婚を拒んだため、ナンナは地には農作物、森や川には鹿や魚など、多種多様の豊穣をもたらした。そのことでニンガルは、ウルでナンナと共に暮らすことを決めたという。シュメールではナンナの子は太陽神ウトゥと金星神イナンナとされ、アッカドではシンの子は太陽神シャマシュと金星神イシュタルとされた。